# 马昆德霉属
马昆德霉属（学名：Marquandomyces）是麦角菌科的一属。

## 下属物种
本属包括以下物种：
- Marquandomyces marquandii (Massee) Samson, Houbraken & Luangsa-ard[1]